# Sinocrassula stenosquamata
Sinocrassula stenosquamata är en fetbladsväxtart som beskrevs av Jian Wang och F.Du. Sinocrassula stenosquamata ingår i släktet Sinocrassula och familjen fetbladsväxter. Inga underarter finns listade i Catalogue of Life.